# An Thạnh Thủy
An Thạnh Thủy là một xã thuộc tỉnh Đồng Tháp, Việt Nam.

## Địa lý
Xã An Thạnh Thủy có vị trí địa lý:
- Phía đông giáp xã Vĩnh Bình và Đồng Sơn.
- Phía tây giáp xã Chợ Gạo.
- Phía nam giáp xã Bình Ninh.
- Phía bắc giáp xã Tân Thuận Bình.

Xã An Thạnh Thủy có diện tích 42,67 km², dân số năm 2025 là 41.198 người, mật độ dân số đạt 965 người/km².

## Lịch sử
Ngày 16 tháng 6 năm 2025, Ủy ban Thường vụ Quốc hội ban hành Nghị quyết số 1663/NQ-UBTVQH15 về việc sắp xếp các đơn vị hành chính cấp xã của tỉnh Đồng Tháp năm 2025. Theo đó, sắp xếp toàn bộ diện tích tự nhiên, quy mô dân số của các xã Bình Phan, Bình Phục Nhứt và An Thạnh Thủy thành xã mới có tên gọi là xã An Thạnh Thủy.
Sau khi sáp nhập, xã An Thạnh Thủy có 42,67 km² diện tích tự nhiên và dân số 41.198 người.